# 看護師国家試験
看護師国家試験（かんごしこっかしけん）とは、日本の看護師免許（国家資格）を取得するための国家試験である。保健師助産師看護師法第18条に基づいて行われる。厚生労働省医政局監修。

## 受験資格
1. 文部科学省令・厚生労働省令で定める基準に適合するものとして、文部科学大臣の指定した学校教育法（昭和22年法律第26号）に基づく大学（短期大学を除く。以下「指定大学」という。）において看護師になるのに必要な学科を修めて卒業した者
2. 文部科学省令・厚生労働省令で定める基準に適合するものとして、文部科学大臣の指定した学校（以下「指定学校」という。）において3年以上看護師になるのに必要な学科を修めた者。
3. 文部科学省令・厚生労働省令で定める基準に適合するものとして、都道府県知事の指定した看護師養成所（以下「指定養成所」という。）を卒業した者。
4. 免許を得た後3年以上業務に従事している准看護師又は学校教育法に基づく高等学校若しくは中等教育学校を卒業している准看護師であって、指定大学、指定学校又は指定養成所において2年以上修業したもの。
5. 保健師助産師看護師法第5条に規定する業務に関する学校若しくは養成所を卒業し、又は外国において看護師免許に相当する免許を受けた者で、厚生労働大臣が1.から3.までに掲げる者と同等以上の知識及び技能を有すると認めたもの。
6. 経済上の連携に関する日本国とインドネシア共和国との間の協定に基づき、日本語の語学研修及び看護導入研修を受け、かつ、研修の終了後、病院において看護師の監督の下で国家資格取得を目的として就労している外国人看護師候補者で、厚生労働大臣が1.から3.までに掲げる者と同等以上の知識及び技能を有すると認めたもの。
7. 経済上の連携に関する日本国とフィリピン共和国との間の協定に基づき、日本語の語学研修及び看護導入研修を受け、かつ、研修の終了後、病院において看護師の監督の下で国家資格取得を目的として就労している外国人看護師候補者で、厚生労働大臣が1.から3.までに掲げる者と同等以上の知識及び技能を有すると認めたもの。
8. 経済上の連携に関する日本国とベトナム社会主義共和国との間の協定及び看護師及び介護福祉士の入国及び一時的な滞在に関する日本国政府とベトナム社会主義共和国政府との間の交換公文に基づき、日本語の語学研修及び看護導入研修を受け、かつ、研修の終了後、病院において看護師の監督の下で国家資格取得を目的として就労している外国人看護師候補者で、厚生労働大臣が1.から3.までに掲げる者と同等以上の知識及び技能を有すると認めたもの。
9. 過去に6.7.又は8.により受験資格を認められた者。
10. 保健婦助産婦看護婦法の一部を改正する法律（昭和26年法律第147号）附則第8項に規定する者。

上記受験資格のうち1.〜4.及び6.〜8.については、厚生労働大臣が指定する期日までに修業が見込める者も該当する。

## 試験日・合格発表日
試験日
例年2月中旬～下旬の日曜日
合格発表日
例年3月下旬

## 試験地
北海道、青森県、宮城県、東京都、愛知県、石川県、大阪府、広島県、香川県、福岡県、沖縄県

## 試験科目
1. 人体の構造と機能
2. 疾病の成り立ちと回復の促進
3. 健康支援と社会保障制度
4. 基礎看護学
5. 成人看護学
6. 老年看護学
7. 小児看護学
8. 母性看護学
9. 精神看護学
10. 在宅看護論
11. 看護の統合と実践

- 試験は1日ですべてを行う。
- 配点は状況設定問題が各2点、その他は各1点。
- 第98回看護師国家試験（2009年2月22日施行）より、従来の四者択一問題に加え、五者択一、五者択二及び写真など視覚素材を取り入れた問題が出題される。[1]
- 第99回看護師国家試験（2010年2月21日施行）より、必修問題が従来の30問から50問に変更となる。問題数は従来どおり240問（300点満点）である。[2]
- 第98回については、問題配分が合格発表まで公表されなかった。実際の問題配分は、以下のように合計240問（300点満点）を午前・午後共に半分ずつにしたものであった。
  - 午前 ： 必修問題（15問：15点）→ 一般問題（75問：75点）→ 状況設定問題（30問：60点）
  - 午後 ： 必修問題（15問：15点）→ 一般問題（75問：75点）→ 状況設定問題（30問：60点）
- 第99回についても受験案内に問題配分について触れられていない。受験の際は問題配分が変更されても冷静に対応することが必要である。
- 第97回までは以下のように行われるのが通例であった。
  - 午前 ： 必修問題（30問：30点）→ 一般問題（120問：120点）
  - 午後 ： 一般問題（30問：30点）→ 状況設定問題（60問：120点）

## 合格基準
| 回      | 施行年         | 受験者数 | 合格者数 | 合格率 |
| ------- | -------------- | -------- | -------- | ------ |
| 第95回  | 2006（平成18） | 48,914   | 43,211   | 88.3%  |
| 第96回  | 2007（平成19） | 50,766   | 46,000   | 90.6%  |
| 第97回  | 2008（平成20） | 51,313   | 46,342   | 90.3%  |
| 第98回  | 2009（平成21） | 50,906   | 45,784   | 89.9%  |
| 第99回  | 2010（平成22） | 52,883   | 47,340   | 89.5%  |
| 第100回 | 2011（平成23） | 54,138   | 49,688   | 91.8%  |
| 第101回 | 2012（平成24） | 53,702   | 48,400   | 90.1%  |
| 第102回 | 2013（平成25） | 56,530   | 50,224   | 88.8%  |
| 第103回 | 2014（平成26） | 58,891   | 52,900   | 89.8%  |
| 第104回 | 2015(平成27)   | 60,947   | 54,871   | 90.0%  |
| 第105回 | 2016(平成28)   | 62,154   | 55,585   | 89.4%  |
| 第106回 | 2017(平成29)   | 62,534   | 55,367   | 88.5%  |
| 第107回 | 2018(平成30)   | 64,488   | 58,682   | 91.0%  |
| 第108回 | 2019(平成31)   | 63,603   | 56,767   | 89.3%  |

- 必修問題は80%を満たすことが条件の絶対評価。
- 一般問題+状況設定問題については、合格発表時に合格ラインの点数を公表する相対評価。
- ここ数年の傾向として、一般・状況設定問題の合格基準は60%代後半から70%代前半で推移している。以下が過去3年の推移となっている。[3]
  - 第96回（平成19年2月実施）： 269点中194点以上（72.1%以上）
  - 第97回（平成20年2月実施）： 270点中180点以上（66.7%以上）
  - 第98回（平成21年2月実施）： 270点中174点以上（64.4%以上）

- 第98回看護師国家試験(2009年2月22日施行)に関しては、看護師国家試験問題漏洩事件の影響で、JA広島厚生連尾道看護専門学校卒（卒業見込みも含む）の受験者のみ、漏洩対象の問題を外した168問の正答率から以下のように合格ラインが決められた[4]。
  - (1)必修問題 ： 8点以上／10点
  - (2)一般問題･状況設定問題 ： 132点以上／200点

## 受験資格に関連する項目
- 保健師助産師看護師法
- 看護師等養成課程を持つ日本の大学一覧
- 看護師養成課程を持つ日本の短期大学一覧